# Circe
Circe (AFI: /ˈʧirʧe/; in greco antico: Κίρκη?, Kìrkē) è una  figura della mitologia greca e compare per la prima volta nell'Odissea (X, 210 e sgg.). È figlia del Titano Elios e di Perseide, di conseguenza è sorella di Perse, Eete e Pasifae.

## Mito
Circe compare, come dea, per la prima volta nell'Odissea, quale abitante nell'isola favolosa di Eea.
Κίρκη ἐϋπλόκαμος, δεινὴ θεὸς αὐδήεσσα,»
(Odissea, X, 135-6; traduzione di G. Aurelio Privitera.)
Figlia di Elio e della ninfa Perseide, i suoi fratelli sono Eete (re della Colchide e padre di Medea), Pasifae (moglie di Minosse e madre di Fedra, di Arianna e del Minotauro) e Perse. Secondo un'altra tradizione è figlia del Giorno e della Notte. Stando invece a quanto riporta Euripide nella Medea, quest'ultima viene descritta come figlia dei sovrani della Colchide, ossia Eete e Ecate. Essendo Eete figlio del Sole (e così si spiegherebbe l'etimologia del nome Eete, da ἕως [eos], aurora, sole), dunque Circe sarebbe sorella del re e zia di Medea (mortale).
Omero colloca l'isola ad Oriente (cfr. XII,3: νῆσόν τ' Αἰαίην, ὅθι τ' Ἠοῦς ἠριγενείης/οἰκία καὶ χοροί εἰσι καὶ ἀντολαὶ Ἠελίοιο); la tradizione successiva identificherà questa con il promontorio Circeo nel Lazio.
La sua dimora è in un palazzo circondato da un bosco, abitato da festose bestie selvatiche (Virgilio in Æneis, VII, 19-20, ci dice che queste bestie altro non sono che uomini così ridotti dai sortilegi della dea-maga: quos hominum ex facie dea saeva potentibus herbis induerat Circe in voltus ac terga ferarum) che ella aveva incantato con filtri maligni (τοὺς αὐτὴ κατέθελξεν, ἐπεὶ κακὰ φάρμακ᾽ ἔδωκεν, X, 213).

### L'incontro con Ulisse
Ulisse, dopo aver visitato il paese dei Lestrigoni, giunge all'isola di Eea. L'isola, coperta da fitta vegetazione, sembra disabitata e Ulisse invia in ricognizione parte del suo equipaggio, sotto la guida di Euriloco. In una vallata gli uomini scoprono che all'esterno di un palazzo, dal quale risuona una voce melodiosa, vi sono animali selvatici. Tutti gli uomini, con l'eccezione di Euriloco, entrano nel palazzo e vengono bene accolti dalla padrona, che altro non è che Circe. Gli uomini vengono invitati a partecipare a un banchetto ma, non appena assaggiate le vivande, vengono trasformati in maiali, leoni, cani, a seconda del proprio carattere e della propria natura. Subito dopo, Circe li spinge verso le stalle e li rinchiude.
καὶ κάλει· οἱ δ' ἅμα πάντες ἀϊδρείῃσιν ἕποντο

Εὐρύλοχος δ' ὑπέμεινεν· ὀΐσατο γὰρ δόλον εἶναι.

εἷσεν δ' εἰσαγαγοῦσα κατὰ κλισμούς τε θρόνους τε,

ἐν δέ σφιν τυρόν τε καὶbelι χλωρὸν

οἴνῳ Πραμνείῳ ἐκύκα· ἀνέμισγε δὲ σίτῳ

φάρμακα λύγρ', ἵνα πάγχυ λαθοίατο πατρίδος αἴης.

αὐτὰρ ἐπεὶ δῶκέν τε καὶ ἔκπιον, αὐτίκ' ἔπειτα

ῥάβδῳ πεπληγυῖα κατὰ συφεοῖσιν ἐέργνυ.

οἱ δὲ συῶν μὲν ἔχον κεφαλὰς φωνήν τε τρίχας τε

καὶ δέμας, αὐτὰρ νοῦς ἦν ἔμπεδος ὡς τὸ πάρος περ.

ὣς οἱ μὲν κλαίοντες ἐέρχατο· τοῖσι δὲ Κίρκη

πὰρ ἄκυλον βάλανόν τ' ἔβαλεν καρπόν τε κρανείης

ἔδμεναι, οἷα σύες χαμαιευνάδες αἰὲν ἔδουσιν.»
( Omero, Odissea: testo greco a fronte, a cura di Vincenzo Di Benedetto, Milano, Rizzoli, 2010,  pp. 565-567.)
Euriloco torna velocemente alla nave e racconta a Ulisse quanto accaduto. Il sovrano di Itaca decide di andare da Circe per tentare di salvare i compagni. Dirigendosi verso il palazzo, incontra il dio Ermes, messaggero degli dèi, con le sembianze di un ragazzo cui spunta la prima barba, che gli svela il segreto per rimanere immune ai suoi incantesimi: se mischierà in ciò che Circe gli offre da bere un'erba magica chiamata moly, non subirà alcuna trasformazione; quando ella lo toccherà con la sua verga, egli dovrà gettarsi contro di lei come per trafiggerla con la spada.

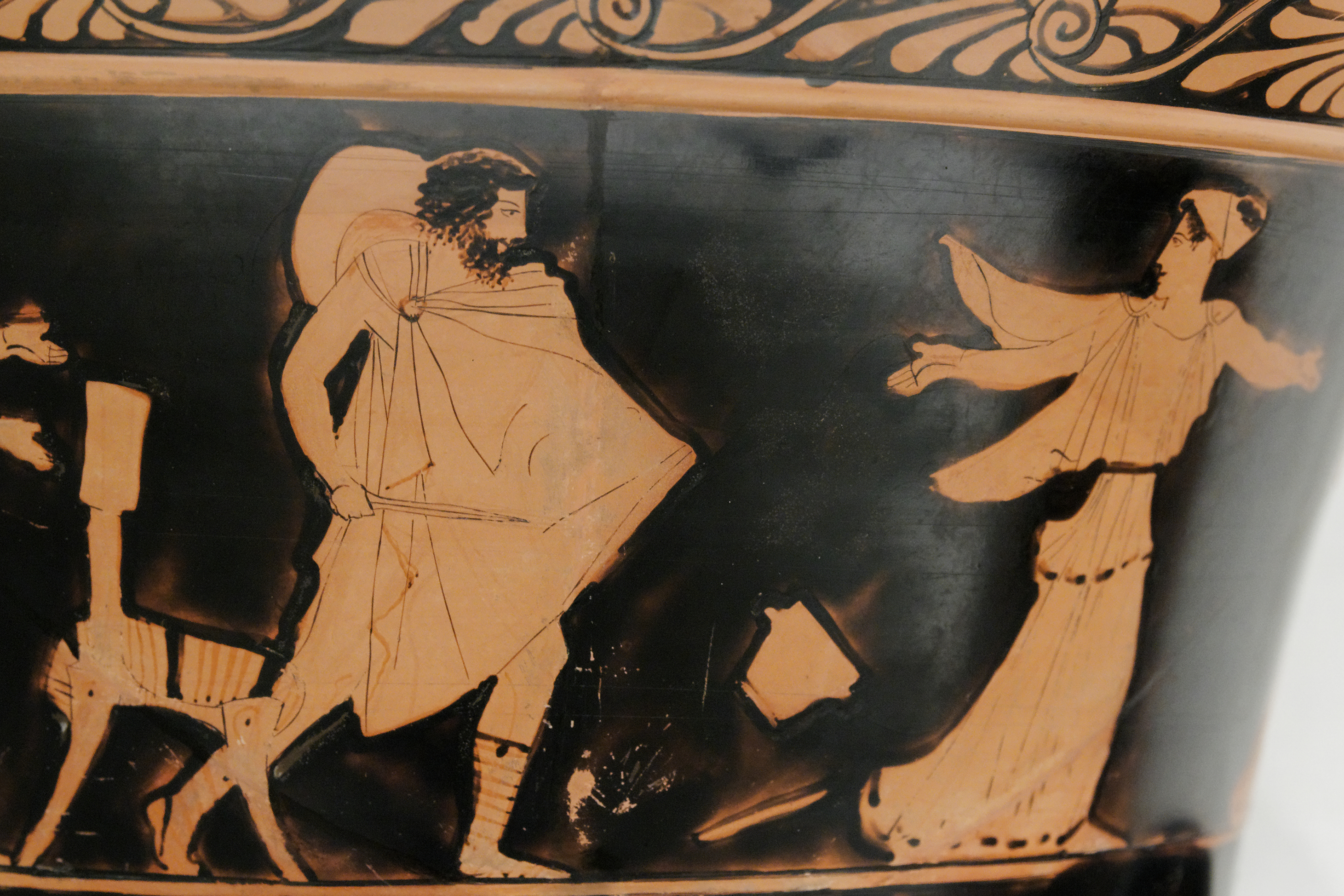
Odisseo e Circe, da un vaso attico a figure rosse (ca. 440 a.C.)

Ulisse raggiunge Circe, la quale gli offre da bere (come aveva fatto con i suoi compagni), ma Ulisse, avendo avuto la precauzione di mescolare il moly con la bevanda, non si trasforma in porco. Seguendo le indicazioni di Ermes, l'eroe sguaina la spada, al che ella riconosce la propria sconfitta e ridà forma umana ai compagni di Ulisse e anche a tutti gli altri tramutati in porci.
Dopo un anno, Ulisse è costretto a cedere ai desideri dei suoi compagni, che vogliono tornare a casa; chiede, dunque, a Circe la strada migliore per il ritorno, e la dea gli consiglia di visitare prima gli inferi e di consultare l'ombra dell'indovino Tiresia. Al ritorno dagli inferi, Circe darà ad Ulisse numerosi suggerimenti su come superare al meglio le successive difficoltà lungo la strada per Itaca.
Secondo la tradizione, Circe ebbe un figlio da Ulisse, Telegono.

## Circe: dea o maga?
La figura di Circe appare per la prima volta nell'Odissea dove viene chiaramente e ripetutamente indicata come dea. Questa dea, figlia di Elio, il dio Sole e della ninfa oceanina, Perseide, ha il potere di preparare dei potenti "pharmaka" con i quali trasforma a sua volontà gli uomini in animali. Tale trasformazione non fa perdere agli sventurati il proprio nous ("consapevolezza").
Il termine e la nozione greca di mágos era del tutto sconosciuto all'autore dell'Odissea in quanto introdotto secoli dopo da Erodoto per indicare i sacerdoti persiani.
Con il termine moderno di "mago" si indica comunemente un personaggio che esercita la magia, gli incantesimi, che prepara potenti "pozioni" magiche, un essere dotato di poteri soprannaturali. Tale termine entra in lingua italiana già prima del XIV secolo proveniente dal latino magus, a sua volta dal greco antico mágos, a sua volta dall'alto persiano maguš. Se l'etimologia è chiara e diretta, i significati nell'antichità erano molto diversi da quelli moderni.
(Marcello Carastro)
(Fritz Graf, La magia nel mondo antico. Bari, Laterza, 2009, p. 21)
È quindi Erodoto che introduce il termine nella lingua greca adattandolo dall'alto persiano e lo fa per descrivere il sacrificio dei Persiani atto a rendere favorevole l'attraversamento dell'esercito di Serse del fiume Strimone. I mágoi immolano dei cavalli bianchi, ma Erodoto, descrivendo la bellezza, quindi l'esito positivo del sacrificio da parte dei sacerdoti persiani, utilizza un verbo che non appartiene alla tradizione cultuale greca, pharmakeuein (cfr. VII, 113). Tale termine nella lingua greca indica piuttosto delle preparazioni rituali che possono avere, come nel caso di medicinali o di veleni, degli effetti opposti. Erodoto ritiene che il rito persiano sia piuttosto una sorta di preparazione "potente", certamente con delle connotazioni negative, come parte della loro cultura religiosa è agli occhi del greco Erodoto. Allo stesso modo lo storico greco indica le intonazioni sacrificali dei Persiani che richiamando la propria teogonia suonano all'orecchio di Erodoto non come una preghiera rituale quale si riscontra nella pratica cultuale del greco, ma come una "epode", un incantesimo.
Saranno proprio questi termini, pharmaka ed epodai collegati da Erodoto ai magoi a generare nella cultura greca quel malinteso che inventa la nozione di "magia" in Grecia.
Per questa ragione «nell'Odissea Circe non è una maga (e in termini greci, non potrà esserlo prima del V secolo a.C.)» ma solo «una dea terribile, che trasforma arbitrariamente gli uomini in animali».

## Nella cultura successiva
A Circe è intitolato il cratere Circe su Teti e 34 Circe, un grande asteroide nella fascia principale.
Nel 2018 la scrittrice americana Madeline Miller racconta nel romanzo Circe la vita della dea, in una rilettura basata sulle fonti omeriche, ma con una delineazione del personaggio molto più "umana" e caratterizzata. Il romanzo è stato finalista per il Women's Prize for Fiction. Scritto in lingua inglese, è stato tradotto in altre sei lingue, tra cui l'italiano.
All'interno del romanzo sono riprese le ambientazioni dell'Odissea: per esempio, vi sono riferimenti a Scilla e Cariddi situate, secondo il mito, nello stretto di Messina. Il riferimento principale è quello all'isola di Eea che si trova, sempre secondo il mito, al sud di Roma nel Mar Tirreno e corrisponde, oggi, all'attuale promontorio del Circeo, nel Parco Nazionale del Circeo, in provincia di Latina.  L'isola è infatti il luogo di esilio dove abita la dea Circe.
La storia si apre con la nascita di Circe alla corte del dio Elios suo padre, dove la dea vive fino al giorno del suo esilio. La sua infanzia è priva di affetto sia genitoriale che fraterno. Circe, infatti, cerca sempre un modo per rendere orgogliosa la sua famiglia fallendo ogni volta. Quando però scopre i suoi poteri di dea-maga, grazie ad una particolare pianta, viene considerata un mostro ed esiliata. Sull'isola di Eea Circe comprende appieno i suoi poteri e quello che è in grado di fare. Per esempio, riesce ad evocare dei leoni che le faranno compagnia durante la sua vita sull'isola. Inoltre riesce a preparare delle pozioni magiche, dette "pharmaka", con le quali può tramutare le persone in animali, a seconda della loro personalità. Durante la sua vita fa la conoscenza di molte figure maschili, positive, come Ermes che le portava notizie dal mondo esterno, oppure negative, come i pirati che si approfittano della sua ospitalità e le usano violenza.